# Fasta Åland

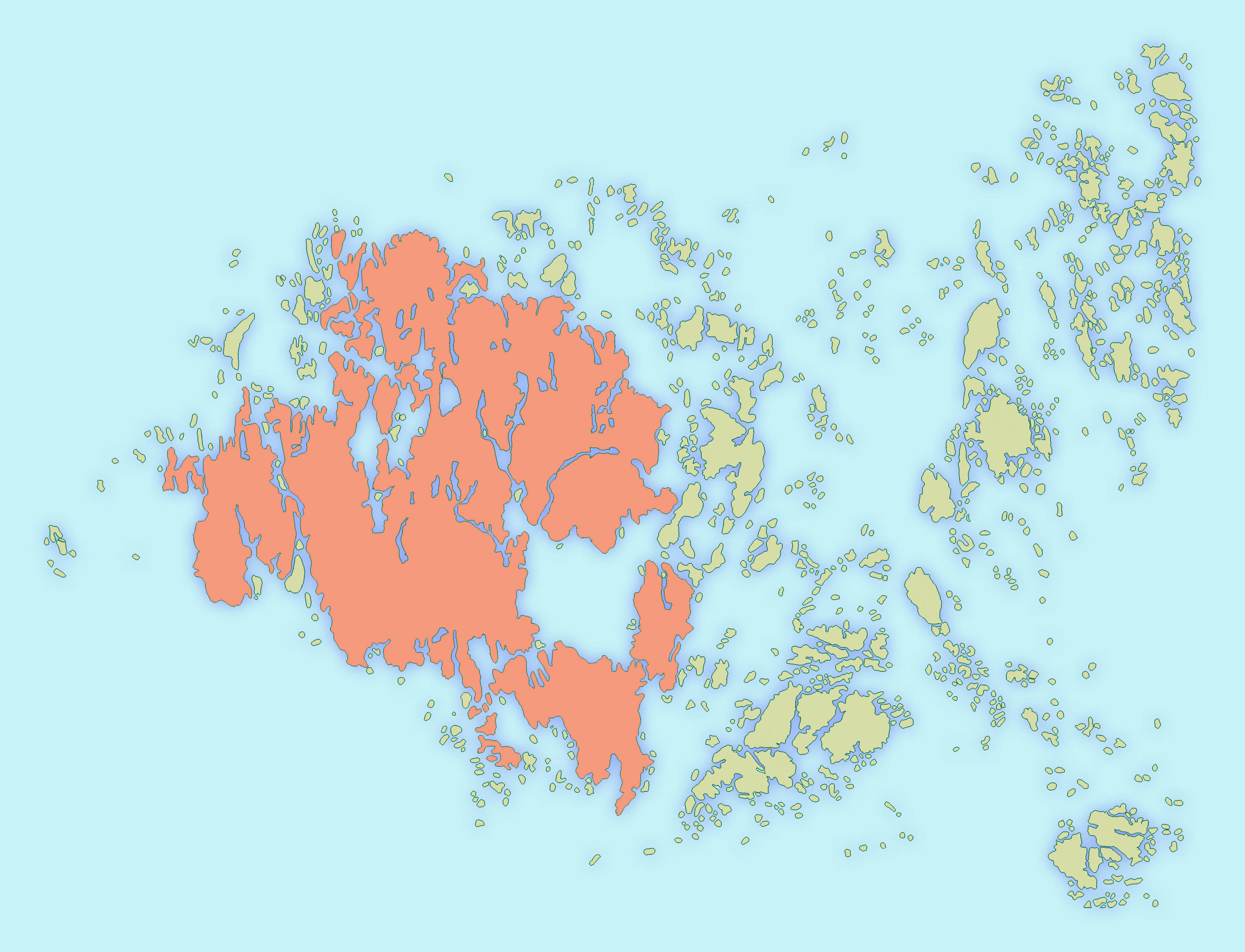
Fasta Åland utmärkt på en Ålandskarta. Fasta Åland är benämningen på de fyra öar som tillsammans bildar den åländska huvudön, där Mariehamn är beläget.

Fasta Åland är en benämning på Ålands huvudö. Den har använts åtminstone sedan 1600-talet, men avsåg då ett mindre område än idag.
Exakt vilka gränser fasta Åland har är inte fastslaget. Begreppet bygger på språklig sedvänja, inte på officiella beslut.
Fasta Åland är inget egennamn. Det skrivs vanligtvis med liten begynnelsebokstav (fasta Åland) och upptas inte på officiella kartor. Uttrycket står i motsats till Ålands skärgård, benämningen på den arkipelag som huvudsakligen ligger öster om fasta Åland.
Fasta Åland utgör ungefär 70 procent av Ålands landareal och 90 procent av landskapets befolkning bor där.

## Historia
Det äldsta kända belägget på uttrycket fasta Åland härrör från Ålands dombok och tinget i Sund den 9 mars 1699. Där sägs att landshövdingen hade förordnat Johan Warelius till Sochne Skrifware öfwer fasta Åhland.
Ett annat tidigt belägg finns på en lantmäterikarta från 1761 över hemmanet Kila i Jomala socken: Rubriken lyder: Charta öfver Kihla Hemmans Ägor på Fasta Åhland, Åbo HöfdingeDömme och Jommala Sochn....
Uttrycket återkommer några decennier senare i Radloffs Beskrifning öfver Åland:
| ”                                                         | Åland innehåller öfver 80 bebodda Öar; men den Ön som vanligen kallas fasta Åland, är betydligast, och hyser 3/5 af Folkmängden. Längden af denna Ö är 3 3/4 mil, från Gethabergen uti Finström til Ytternäs by uti Jomala, och Bredden 3 mil från Frebbenby Gästgifvaregård uti Hammarland, till Bomarsunds landnings ställe uti Sund. Den vanliga vägen emellan dessa ställen, afviker från en rak linea, och är betydligen längre. | „ |
| – Fredric Wilhelm Radloff, Beskrifning öfver Åland (1795) | |   |

Radloffs beskrivning visar att han till fasta Åland inte räknade Eckerö, som ligger väster om Hammarland, inte heller Lumparland, som sträcker sig längre österut än Bomarsund, och inte Lemland, vars sydspets når avsevärt längre söderut än Ytternäs.
Att fasta Ålands utbredning inte var entydig visar en uppgift i Åbo tidningar den 29 juni 1838. Där förklaras Flaka by i Lemland vara den sydligaste udden af fasta Åland. Lemland skildes i äldre tid från Jomala genom ett mindre sund där Lemströms kanal grävdes på 1880-talet, men redan på Radloffs tid hade landhöjningen krympt sundet till ett smalt dike som passerades på en bro. Radloff såg tydligen ändå Lemland som en skild ö, vilken skribenten på 1830-talet inte gjorde.

## Omfång
Fasta Åland anses i dag bestå av det större sammanhängande område på Åland som kan nås landvägen. Genom att broar har byggts till en del öar (Eckerö och Lumparland är de största) är fasta Åland i dag större än på Radloffs tid. Emellanåt diskuteras fasta vägförbindelser också till Vårdö och Föglö. Skulle de komma till stånd skulle fasta Åland växa ytterligare.
I dag utgörs området av större fyra öar:
- Den största ön består av fastlandsdelarna av kommunerna Hammarland, Mariehamn, Jomala, Finström, Geta, Saltvik och Sund. Denna ö saknar namn.[9] Kanske var namnet en gång i tiden Åland, men att detta senare övergått på hela ögruppen.[10]
- Eckerö som är förbunden med Hammarland via en bro över Marsund.
- Lemland som är förbunden med den största ön med en bro över Lemströms kanal.
- Lumparland som är förbunden med Lemland med en bro över Lumparsund.

### Alternativa avgränsningar
- Emellanåt, exempelvis i statistiska sammanhang, används fasta Åland som ett samlingsnamn på de kommuner som inte räknas till Ålands skärgård, det vill säga Eckerö, Hammarland, Jomala, Mariehamn, Lemland, Lumparland, Finström, Geta, Saltvik och Sund. Då inbegrips också de skärgårdar som hör till dessa kommuner.[11]

- I listor över Finlands största öar förekommer Fasta Åland som den tredje största efter inlandsöarna Soisalo och Sääminginsalo. Den ö som då avses är enbart den namnlösa huvudön om knappt 690 km².[12]